# Fliegerstaffel 11
Die Fliegerstaffel 11 «Tigers» ist eine Staffel der Schweizer Luftwaffe, die zum Berufsfliegerkorps gehört und zusammen mit der Fliegerstaffel 8 dem Fliegergeschwader 13 untersteht. Die Heimatbasis der mit Kampfflugzeugen des Typs McDonnell Douglas F/A-18 ausgerüsteten Staffel ist der Militärflugplatz Meiringen. Die Fliegerstaffel 11 ist Vollmitglied der NATO Tigers und trägt als Wappen einen Tigerkopf.

## Geschichte

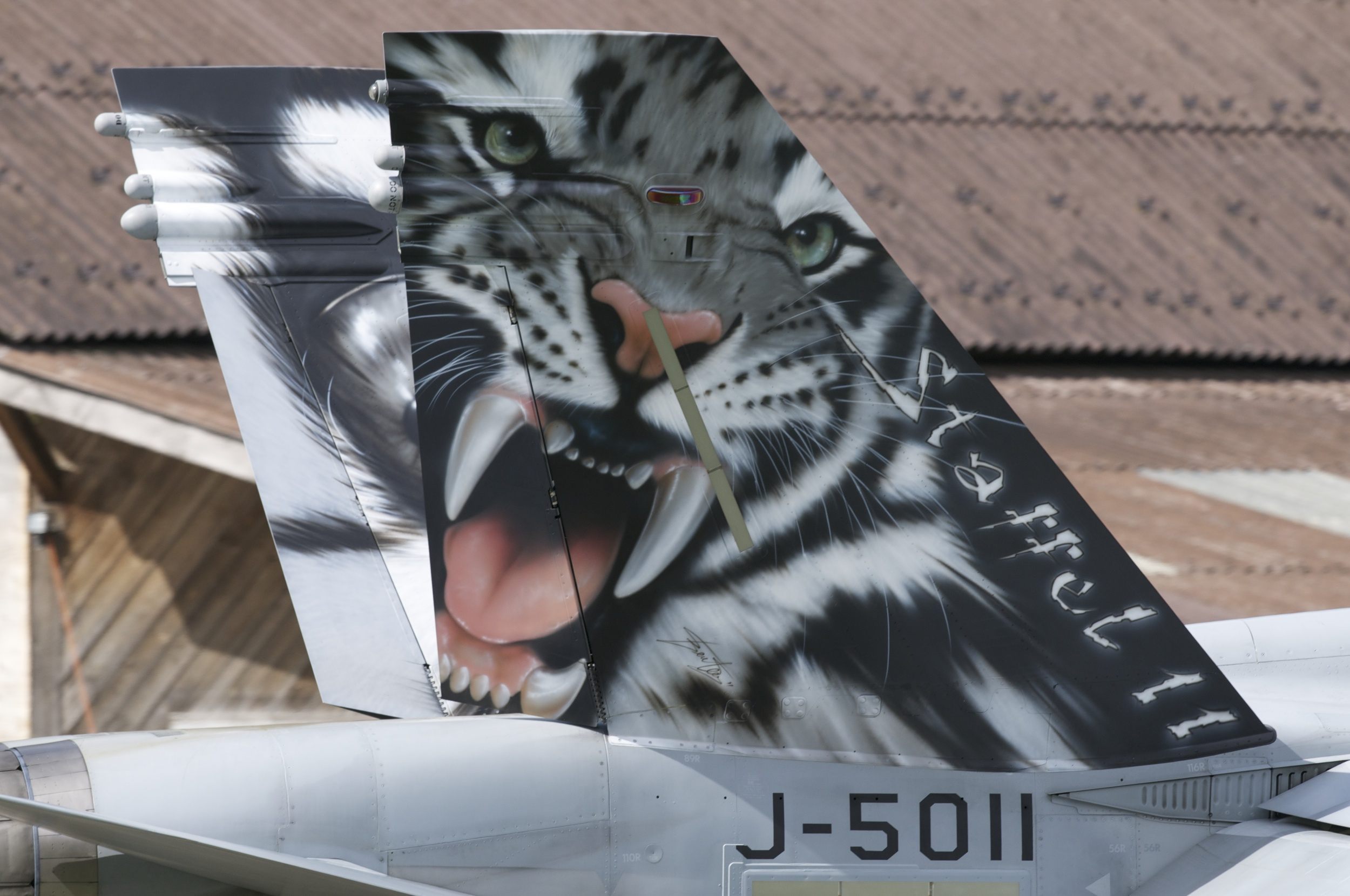
Seitenleitwerk der J-5011 mit Tigerlackierung, 2012

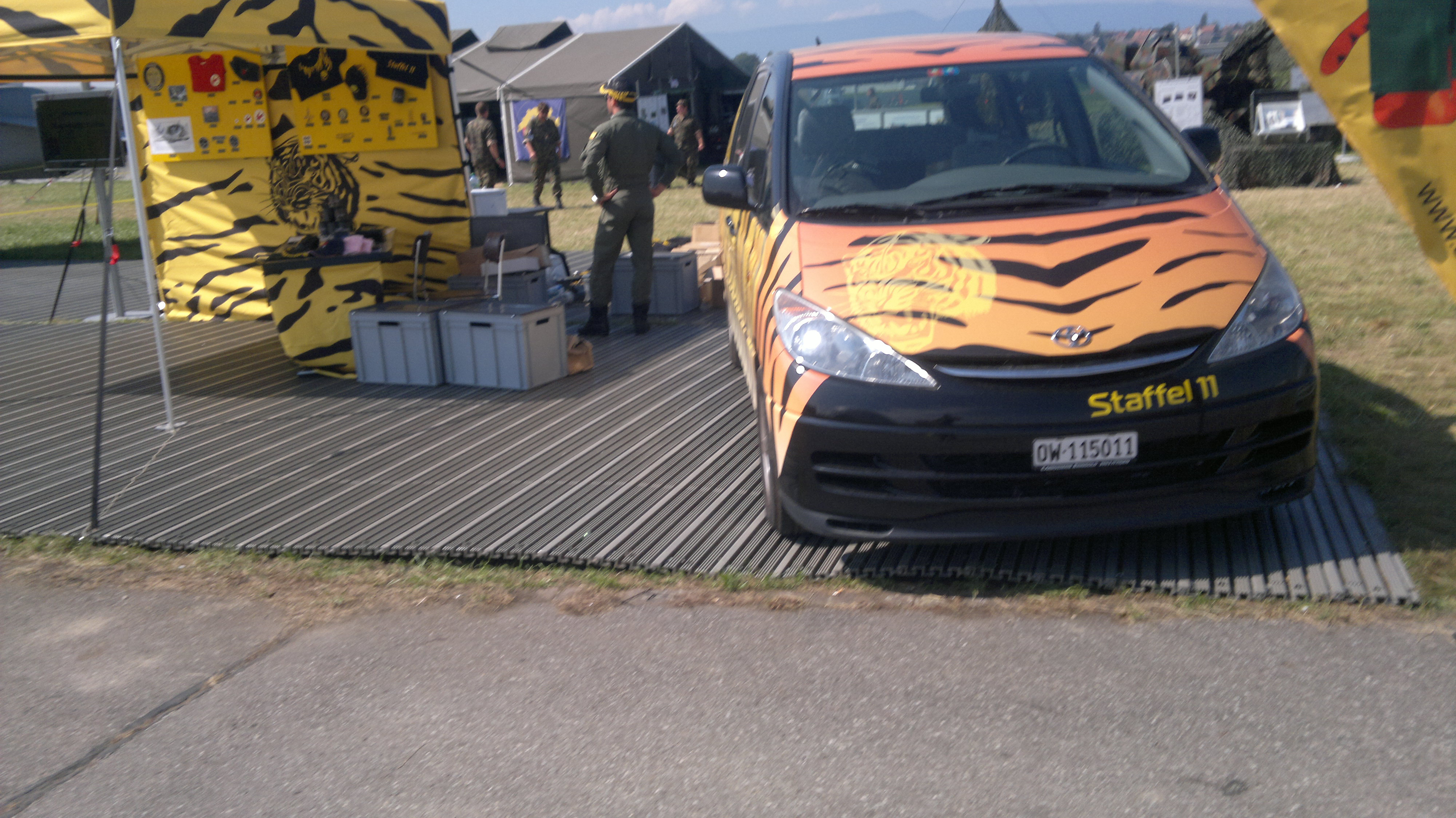
Das Staffelfahrzeug der Fliegerstaffel 11

Die Einheit wurde 1925 als Fliegerkompanie 11 gegründet und war bis 1938 mit Fokker CV ausgerüstet. 
1938 erfolgte der Wechsel auf die C-35. 1945 erfolgte die Umbenennung in Fliegerstaffel 11. Von 1946 bis 1959 benutzte die Fliegerstaffel 11 die Strahlflugzeuge De Havilland DH.100 Vampire vom Militärflugplatz Alpnach aus. Von 1959 bis 1975 flog die Staffel den Hawker Hunter von der Heimatbasis Meiringen, danach war von 1975 bis 1979 Alpnach wieder die Heimatbasis. In diesem Zeitraum erhielten einige Hunter (z. B. J-4129) das Tigeremblem auf dem Rumpf unmittelbar vor dem Cockpit. Anschliessend erfolgte die Umschulung auf die F-5 Tiger und der Flugbetrieb erfolgte mit diesem Flugzeugtyp von 1979 bis 1997 in Alpnach. Unter dem Kommando von Werner «Höffi» Hoffmann schulte die Fliegerstaffel 11 im Jahre 1999 in Dübendorf vom F-5 Tiger auf die F/A-18 Hornet um.
Am Freitag, 16. Dezember 2005 wurde die Fliegerstaffel 11 unter dem Kommandanten Peter «Pablo» Merz vom Standort Militärflugplatz Dübendorf (der kein Kriegsflugplatz war) nach  ihrer heutigen Heimatbasis Meiringen verlegt. Peter Merz als Backseater und Michael «Elvis» Rainer als Pilot führten den letzten Start einer F/A-18 von Dübendorf mit der F/A-18D J-5235 durch. Die Fliegerstaffel 11 ist die einzige F/A-18 Staffel weltweit die im täglichen Betrieb aus einer Flugzeugkaverne operiert. Weil die Fliegerstaffel 11 vor der jetzigen Heimatbasis Meiringen auf dem Militärflugplatz Dübendorf stationiert war, stellt sie von allen Fliegerstaffeln die grösste Anzahl Piloten, die im Air Operations Center und dem Air Defense & Directions Center im Skyguide Gebäude und demjenigen des Berufsfliegerkorps in Dübendorf tätig sind. Der Kommandant der Patrouille Suisse Nils «Jamie» Hämmerli, der Kommandant des PC-7 Team Daniel «Stampa» Stämpfli sowie der Mitbegründer des F/A-18 Hornet Solo Display und ehemalige Kommandant des PC-7 Teams Werner «Höffi» Hoffmann sind Piloten bei der Fliegerstaffel 11.

### Tiger Association

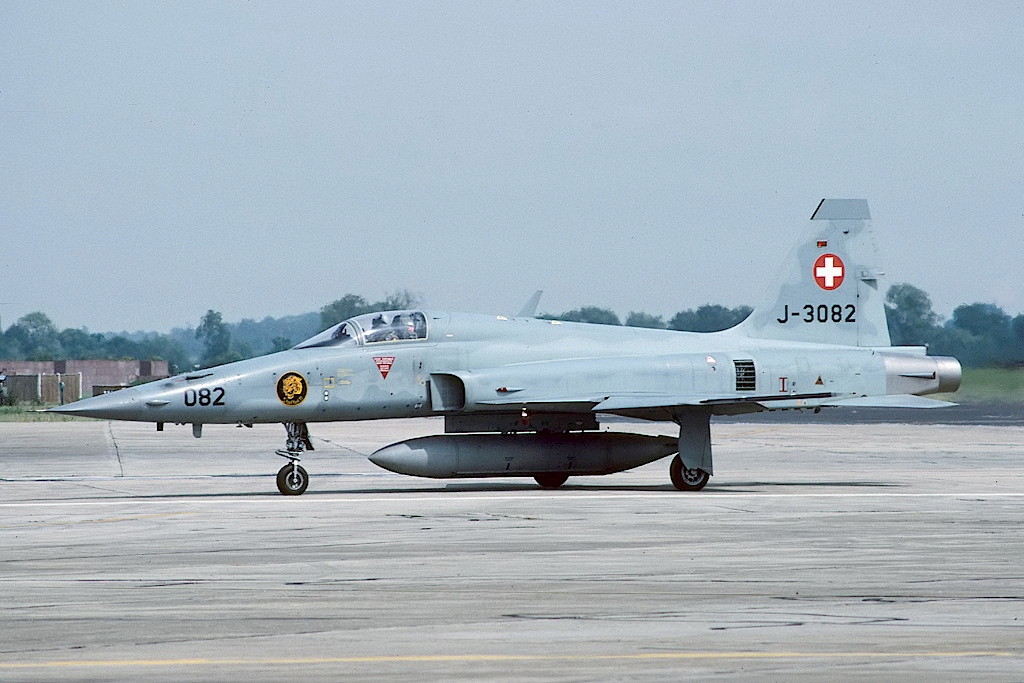
Eine der drei Maschinen in England, welche zum Tiger Meet 1991 ein neues Staffelabzeichen bekamen. In Fairford flog ein Paar in jenem Jahr eine Vorführung

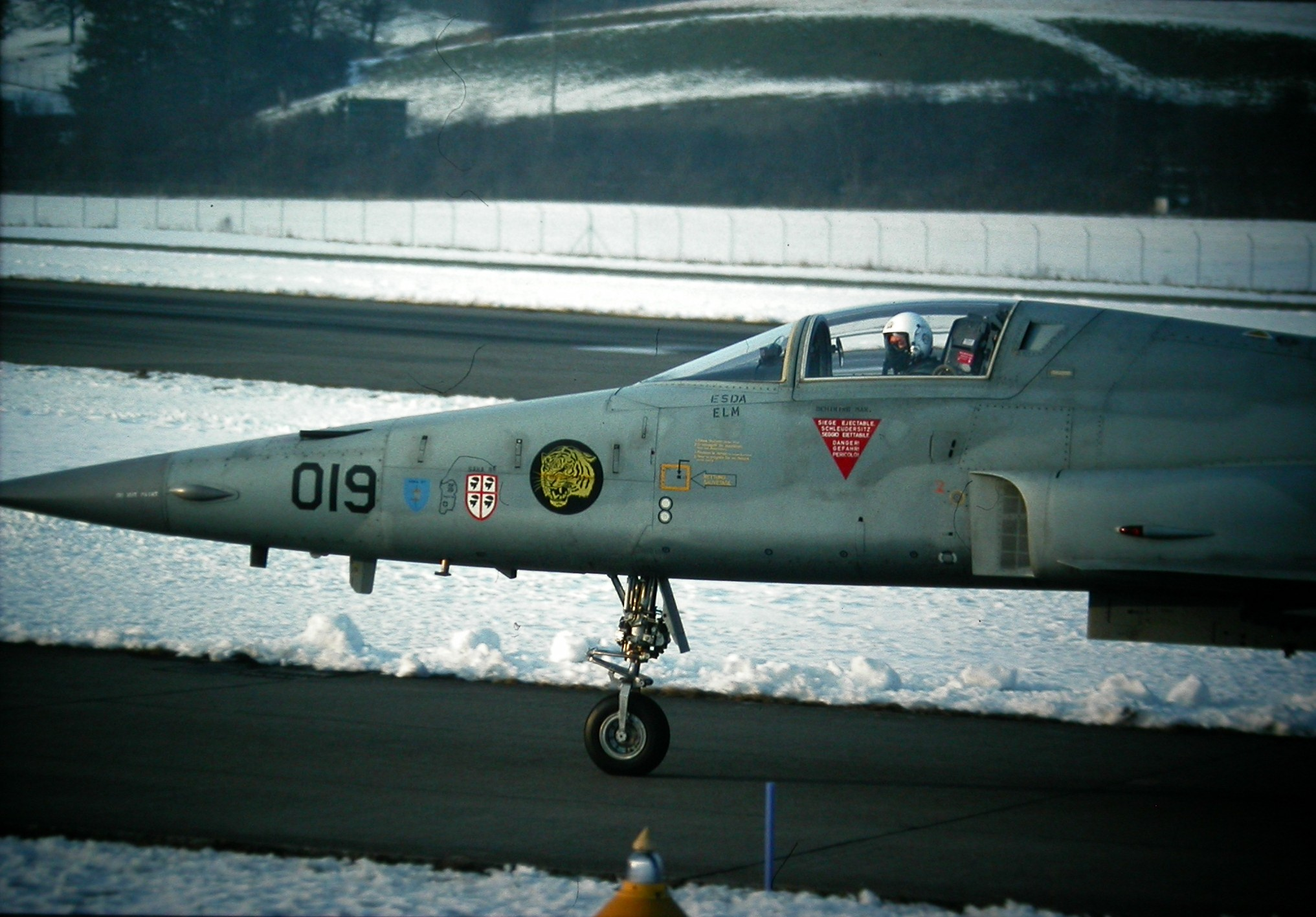
Das übliche Staffelabzeichen der Staffel 11 (ohne Beschriftung) auf den Flugzeugen F-5.

Obwohl die Schweiz kein NATO-Mitglied ist, ist die Fliegerstaffel 11 ein Mitglied der Tiger Association, die alle Staffeln mit einem Tiger als Staffelwappen verbindet. Die Staffel 11 war erstmals als Beobachter am NATO Tiger Meet 1981 in Bitburg vor Ort. Die Piloten reisten mit der Twin Bonanza A-711 an, dieses Flugzeug mit der gelben Unterseite war mit aufgeklebten Tigerstreiffen, Staffelemblemen auf den Motorgondeln und einem roten Haifischmaul verziert. Ab 1991 war die Fliegerstaffel 11 nicht mehr nur als Beobachter beim Tiger Meet, sondern als vollwertiges Mitglied mit den F-5E. Jedoch gab es keine Schweizer Sonderlackierung, sondern nur ein neues, farblich verändertes Staffelemblem mit Beschriftung Staffel 11 auf dem Vorderrumpf. 1994 und 1996 war die Fliegerstaffel wieder nur als Beobachter vor Ort mit dem Learjet 35 T-781, ab 2002 aktiv mit dem F/A-18.
Die Staffel 11 gewann 1982 und 2008 die Auszeichnung Silver Tiger Trophy. Vom 24. bis zum 27. März 1983 und vom 17. bis zum 21. Oktober 1986 war die Fliegerstaffel 11 der Gastgeber des Mini Tiger Meets in Meiringen. Vom 11. bis zum 14. März 2005 der Organisator des Snow Survival Exercise in Sion. Aufgrund dieser Tigermeets wo eines oder mehrere Luftfahrzeuge der jeweiligen Staffeln eine besondere «Tiger»-Lackierung erhalten, wurde 2003 beschlossen auch eine Schweizer F/A-18 so zu gestalten. Die Wahl als Staffelmaschine fiel auf die F/A-18C mit der Registrierung J-5011, die  11 für die Fliegerstaffel 11. Jedoch erhielt die Maschine beim ersten Mal keine grössere Veränderung, lediglich der Zusatztank und die AIM-9 Lenkwaffenattrappen wurden farblich verändert. 
2004 erhielt das Flugzeug eine dauerhafte Farbgebung. Diese Maschine wird jeweils bei Tiger Meet Anlässen verwendet. Im ordentlichen Flugbetrieb wird die J-5011 mit Vorrang dem Staffelkommandanten zugeteilt, wird aber auch von anderen Piloten geflogen. Falls der aktuelle F/A-18 Hornet Solo Display Pilot aus der Staffel 11 stammt fliegt er nach Möglichkeit die Vorführung mit der J-5011. Die Staffel 11 war die erste Fliegerstaffel der Schweizer Luftwaffe die eine Staffelmaschine mit dauerhafter Sonderbemalung erhielt, es vergingen einige Jahre, bis die Fliegerstaffeln 6, 8, 17, 18 und 19 auch ein eigenes Staffelflugzeug bekamen.

### Unfälle
Am 23. Oktober 2013 prallte eine zweisitzige F/A-18D der Fliegerstaffel 11 in den Berg Lopper. Der Pilot Stefan «Stiwi» Jäger der Fliegerstaffel 11 und der Fliegerarzt Volker Lang des Fliegerärztlichen Instituts als Passagier kamen dabei ums Leben. Die Maschine befand sich im Rahmen eines Patrouilleneinsatzes auf dem Weg in den Raum Vierwaldstättersee, wo ein Luftpolizeimanöver trainiert werden sollte. Der Fliegerarzt flog nach Angaben der Luftwaffe mit, um einen Eindruck der Anforderungen im Cockpit eines Kampfjets zu gewinnen. Als ursächlich für den Controlled Flight into Terrain wurde im Rahmen der Flugunfalluntersuchung der Militärjustiz eine «Fehlbeurteilung der Lage» seitens des Piloten festgestellt. Der Untersuchungsrichter der Militärjustiz empfahl im Untersuchungsbericht zum einen Überlegungen dahingehend, Passagierflüge auf Kampfflugzeugen nur noch bei gutem Wetter durchzuführen, zum anderen die Überprüfung der Schulung des Umkehrkurvenmanövers, insbesondere bei Schlechtwettersituationen und im Tiefflug. Somit könnte der Flugunfall Konsequenzen für das Sicherheitsmanagement der Luftwaffe haben (Stand Juni 2014).

## Flugzeuge

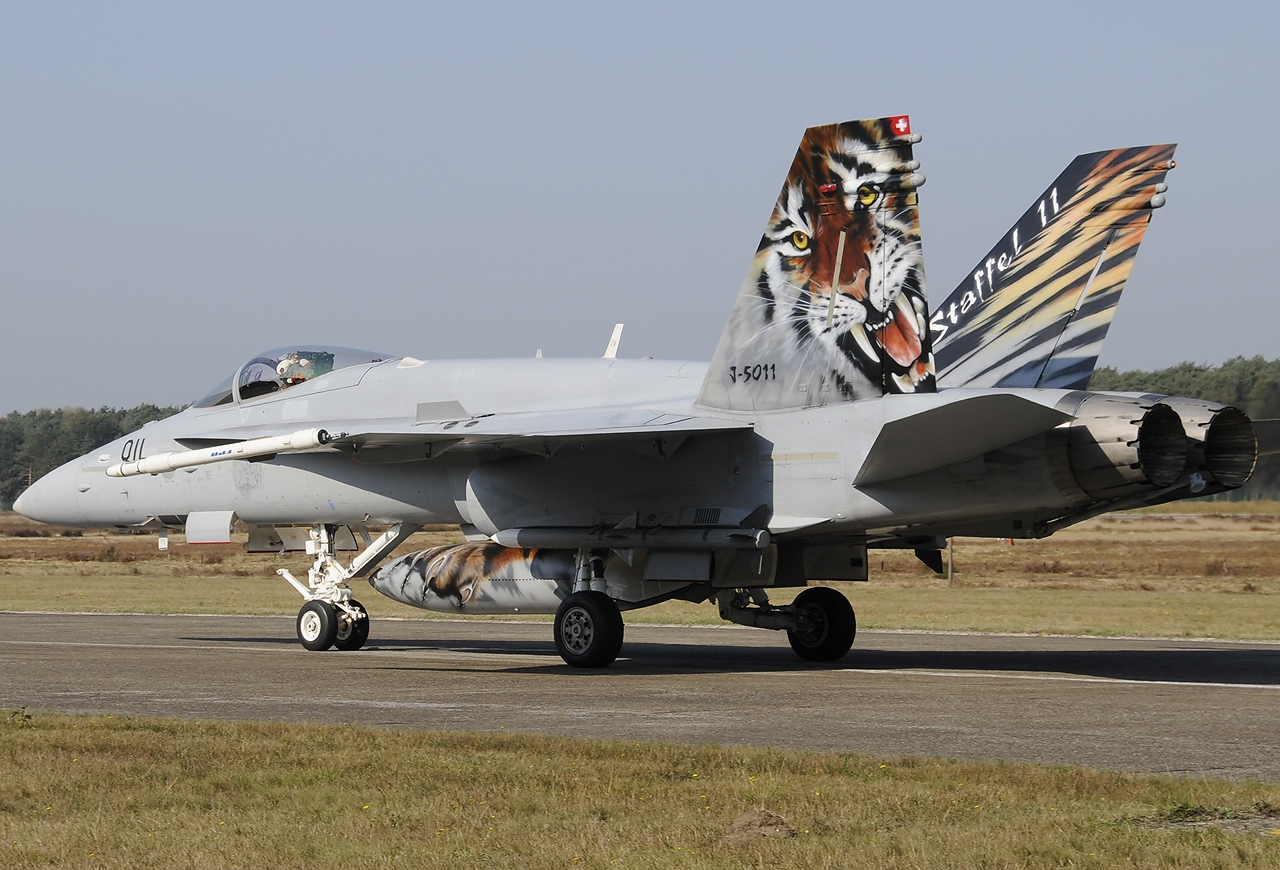
J-5011, eine F/A-18C Hornet, 2009

Von der Fliegerstaffel 11 genutzte Flugzeugmuster:
- Fokker C.V
- C-35
- De Havilland DH.100 Vampire
- Hawker Hunter
- Northrop F-5
- McDonnell Douglas F/A-18